# Scheunenkirche Dettenheim

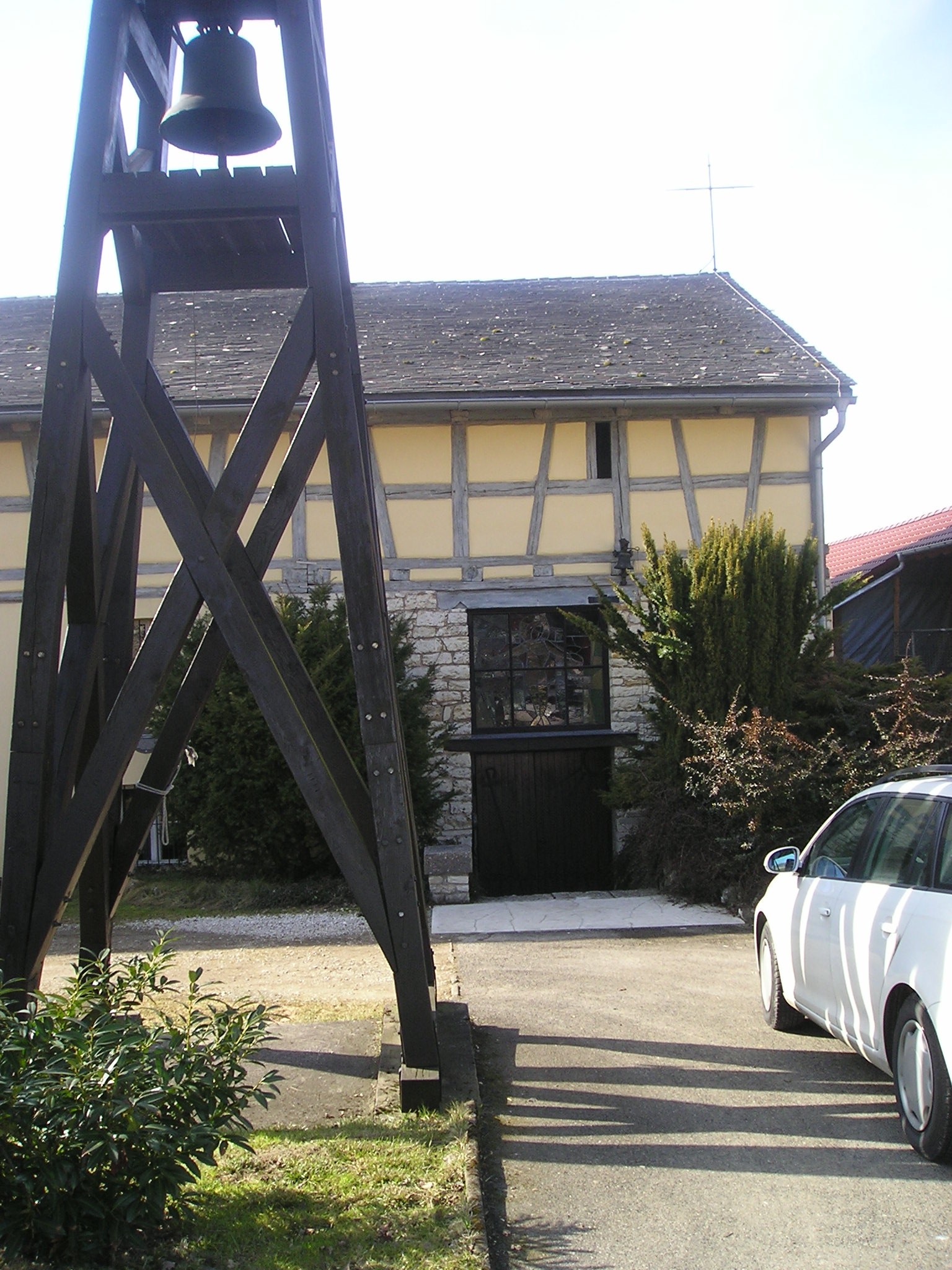
Die Scheunenkirche

Die Scheunenkirche St. Gunthildis ist ein katholischer Kirchenbau in Dettenheim, einem Stadtteil von Weißenburg in Bayern im mittelfränkischen Landkreis Weißenburg-Gunzenhausen. Die Kirche gehört zur Pfarrei Weißenburg im Bistum Eichstätt. Das Gebäude ist unter der Denkmalnummer D-5-77-177-477 als Baudenkmal in die Bayerische Denkmalliste eingetragen. Das Kirchenpatrozinium ist die Heilige Gunthildis, die aus dem nahen Suffersheim stammte.

## Lage
Die Scheune, in deren nördlichen Hälfte der Sakralraum eingerichtet ist, liegt im südlichen Teil des Dorfes westlich der durch Dettenheim führenden Bundesstraße 2, der Donauwörther Straße. Postalische Adresse der Kirche ist Donauwörther Straße 5.

## Geschichte

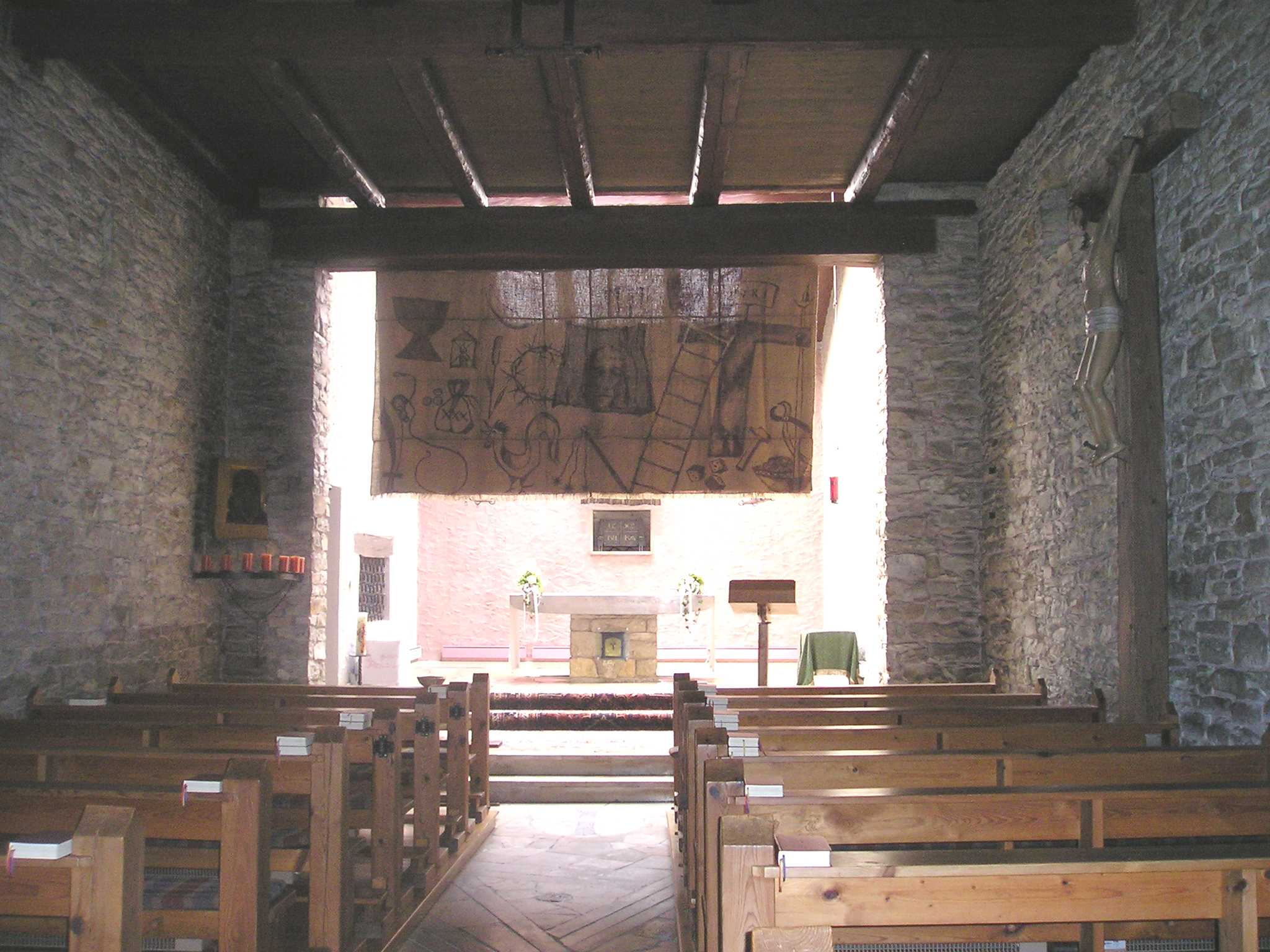
Innenansicht

Nach dem Zweiten Weltkrieg siedelten sich Flüchtlinge katholischen Glaubens in dem evangelischen Dorf Dettenheim an. Der am 30. Juni 1946 vom Eichstätter Bischof Michael Rackl zum Flüchtlingsseelsorger der Diözese Eichstätt ernannte Leitzmeritzer Domkapitular Georg Zischek (* 16. Februar 1892; † 14. September 1979) brachte Josef Dürmuth, ehemals Pfarrer von Gottesgab im Erzgebirge, als ständigen Seelsorger nach Dettenheim. Die Gottesdienste wurden im Blauen Saal des im Privatbesitz befindlichen Dettenheimer Schlösschens abgehalten. Nach Dürmuths Tod im Jahr 1956 übernahm der Ellinger Kaplan Gregor Schneid († 20. April 1967 als Pfarrer von Markt Berolzheim) als Kurat die Seelsorge in Dettenheim. Bei den Gottesdiensten herrschte bedrückende Enge. Schließlich erreichte Kurat Schneid, dass er einen Teil einer zum Dettenheimer Schlösschen gehörenden Scheune zu einem festen Gottesdienstraum umgestalten konnte. Eine Wand wurde durchbrochen, ein Anbau für den Chor und die Sakristei errichtet und der Dachboden zur Empore umgestaltet. Kurat Schneid fungierte dabei nicht nur als Bauherr, sondern auch als Architekt, Techniker, Maurer, Zimmermann und Künstler. Die Gemeinde Dettenheim unterstützte den Umbau mit Material und die evangelische Bevölkerung mit Arbeitseinsätzen. Die dabei entstandene ungewöhnliche Kirche und die damals nicht minder ungewöhnliche ökumenische Zusammenarbeit bei ihrer Errichtung fand ein vielfaches Echo in Tageszeitungen und Illustrierten.
Die Einweihung erfolgte am 23. Dezember 1956 durch den Eichstätter Dompropst Dr. Ludwig Bruggaier im Beisein von Ehrengästen des kirchlichen und des öffentlichen Lebens. Seit 1976 wird die Scheunenkirche von der katholischen Pfarrei St. Willibald in Weißenburg betreut. 2007 gehörten zur Seelsorgestelle Dettenheim 74 Katholiken.

## Beschreibung

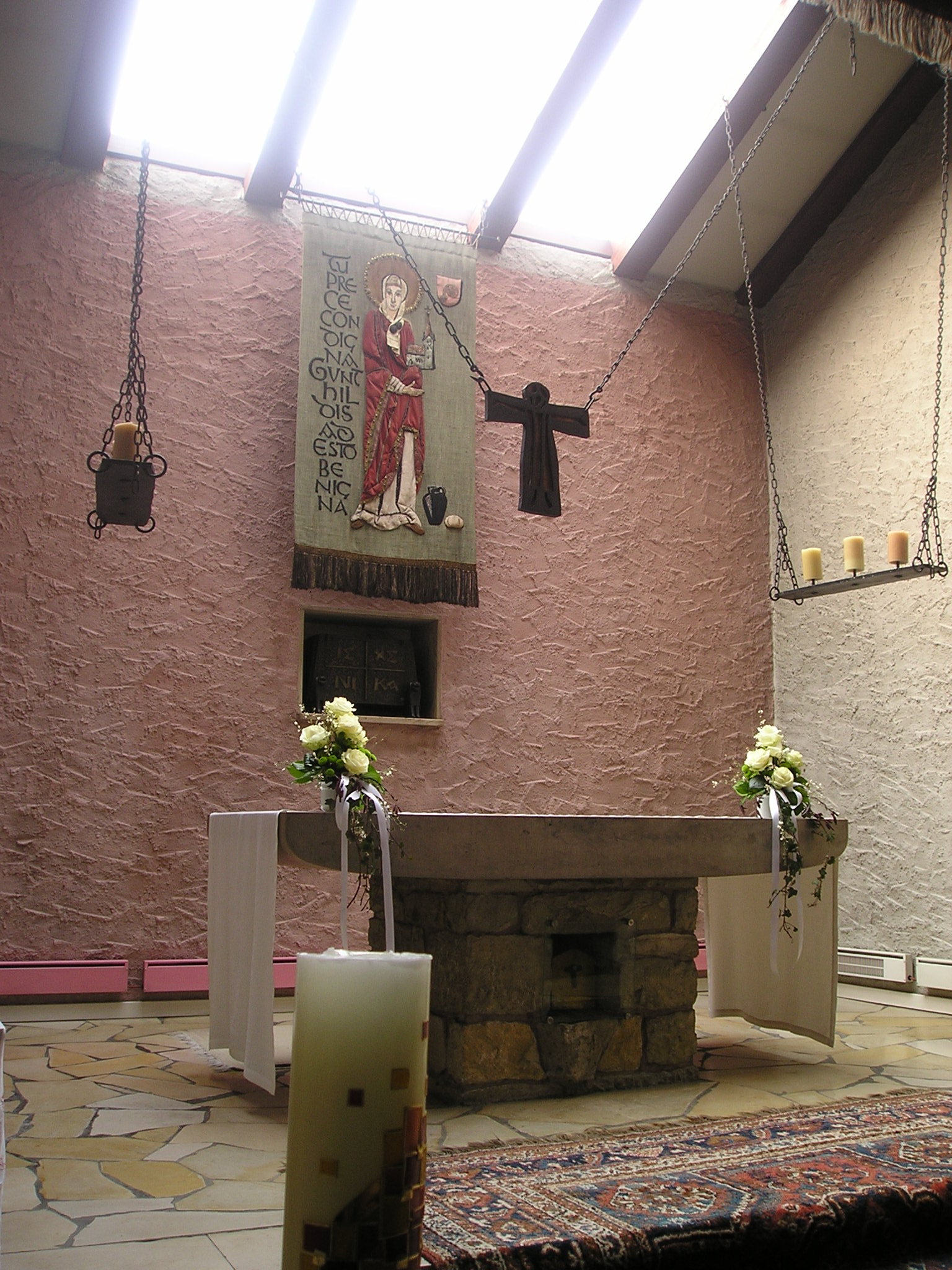
Altarraum

Die Scheune von 1814 ist aus Jura-Bruchsteinen ausgeführt und besteht im oberen Stockwerk aus Fachwerk. Das Dach ist legschiefergedeckt. Am Giebel ist ein aus zwei Wagenachsen gefertigtes Kreuz aufgerichtet. Vor der Scheune steht ein hölzerner Glockenträger mit einer Glocke. Der Sakralraum zeigt im Innern unverputztes Jura-Bruchsteinmauerwerk. Der nach Westen angebaute, durch drei Dachöffnungen belichtete Altarraum ist verputzt. Die Kirchenpatronin ist auf einem von Kurat Schneid entworfenen Teppich ikonenhaft abgebildet, der über der Tabernakel-Nische an der Stirnwand des Chors hängt; die lateinische Gebetsinschrift lautet: „Tu prece condigna Gunthildis adesto benigna“ (Du mit würdiger Bitte, gnädige Gunthildis, steh' uns bei!). Der Altar, bereits 1956 als Volksaltar gestaltet, besteht aus einer großen Jurasteinplatte, die auf einem Jura-Mauersockel ruht. Über dem Altar hängen an Ketten ein schmiedeeisernes Kreuz und zwei schmiedeeiserne Kerzenträger. Das im Bodenbelag vor dem Chor abgebildete Deutschordenskreuz erinnert daran, dass Bauherr Gregor Schneid Marianer des Deutschen Ordens war. Die Orgel von 1746 auf dem ehemaligen Heuboden kam aus Niedermauck nach Dettenheim.